# Hans-Rainer Holst
Hans-Rainer Holst (* 2. Oktober 1943 in Kellenhusen) ist ein deutscher Manager und ehemaliger Abgeordneter der Hamburgischen Bürgerschaft für die SPD.

## Berufliches
Nach dem Besuch der Mittelschule in Hamburg absolvierte Hans-Rainer Holst eine kaufmännische Lehre im Bereich Export. 1965 bestand er das externe Abitur in Cuxhaven. Es folgten ein Studium der Volkswirtschaftslehre, Soziologie und Pädagogik an der Universität Hamburg. 1970 machte er sein Diplom in Volkswirtschaftslehre und 1972 das Examen zum höheren Lehramt.
Von 1972 bis 1981 arbeitete er als Lehrer für wirtschaftswissenschaftliche Fächer an einer Kreisberufsschule und von 1974 bis 1978 an einer Bundesforschungsanstalt.
Anschließend wurde Holst Mitglied im Management der Coop AG. Im Zusammenhang mit dem nie völlig aufgeklärten Hintergrund der Zerschlagung des Handelskonzerns geriet er mit dem gesamten Management in den Bereich staatsanwaltlicher Ermittlungen. Heute ist er Geschäftsführer der Pro-Verwaltungsgesellschaft für Stiftungsvermögen GmbH Haffkrug. Die Gesellschaft betreibt vor allem das Henry-Everling-Haus, ein Erholungsheim für Senioren in Haffkrug.

## Politik
Hans-Rainer Holst trat 1964 in die SPD ein. Neben verschiedenen Funktionen innerhalb der Partei war er von 1970 bis 1974 Mitglied der Bezirksversammlung Hamburg-Mitte. Im April 1974 ging er als Abgeordneter in die Hamburgische Bürgerschaft und wurde mehrmals wiedergewählt. Im Parlament arbeitete er bis 1986 vor allem im Sportausschuss, im Ausschuss für öffentliche Vermögen und – als Stellvertreter – im Haushaltsausschuss mit.